# WAS-2120
Der Lada Nadjeschda (WAS-2120) war der erste Minivan, der in Russland produziert wurde. Von 1998 bis 2006 baute AwtoWAS das 7-sitzige auf dem Niwa mit langem Radstand basierende Modell. Für die Entwicklung war das italienische Designstudio und Karosseriebauunternehmen Vercarmodel Saro verantwortlich, welches bereits im Frühjahr 1998 die ersten Entwürfe präsentierte. Ausgelegt auf den Zustand der russischen Straßen, war Allradantrieb serienmäßig vorhanden. Neben einem realisierten Kastenwagen (Utiliter) und einem speziell ausgestatteten Taxi-Modell waren auch noch ein Pick-up und darauf aufbauend ein Pannenhilfe-Fahrzeug geplant. Zudem sollte es den Minivan auch in einer speziell ausgestatteten Büroversion und in einer Heckantriebsvariante mit Schiebetüren geben. Diese Modelle wurden alle jedoch nicht realisiert, da das Fahrzeug ein Misserfolg wurde. Bereits bei Verkaufsstart wurde das Design kritisiert, was später zu einem Facelift führte. Außerdem war der Preis im Vergleich zum Niva 5-Türer zu hoch. Die finanzielle Lage von AutoWAS zu der Zeit führte auch zu schlechter Teilequalität und mangelnden Investitions- und Weiterentwicklungsmöglichkeiten.
Insgesamt wurden in den acht Jahren Produktionszeit nur etwas mehr als 8000 Exemplare der Baureihe produziert und mit dem Aufkommen immer mehr ausländischer Konkurrenten der Abverkauf der Modelle 2007 beendet.
Neben dem Design-Facelift wurde der ursprüngliche 1,8-Liter-Vergasermotor mit 80 PS durch einen 1,7-Liter-Motor mit Saugrohreinspritzung mit 84 PS ersetzt. Später verfügte dieser Motor auch über Direkteinspritzung. Ersetzt wurde das Modell durch den Lada-Renault M90.

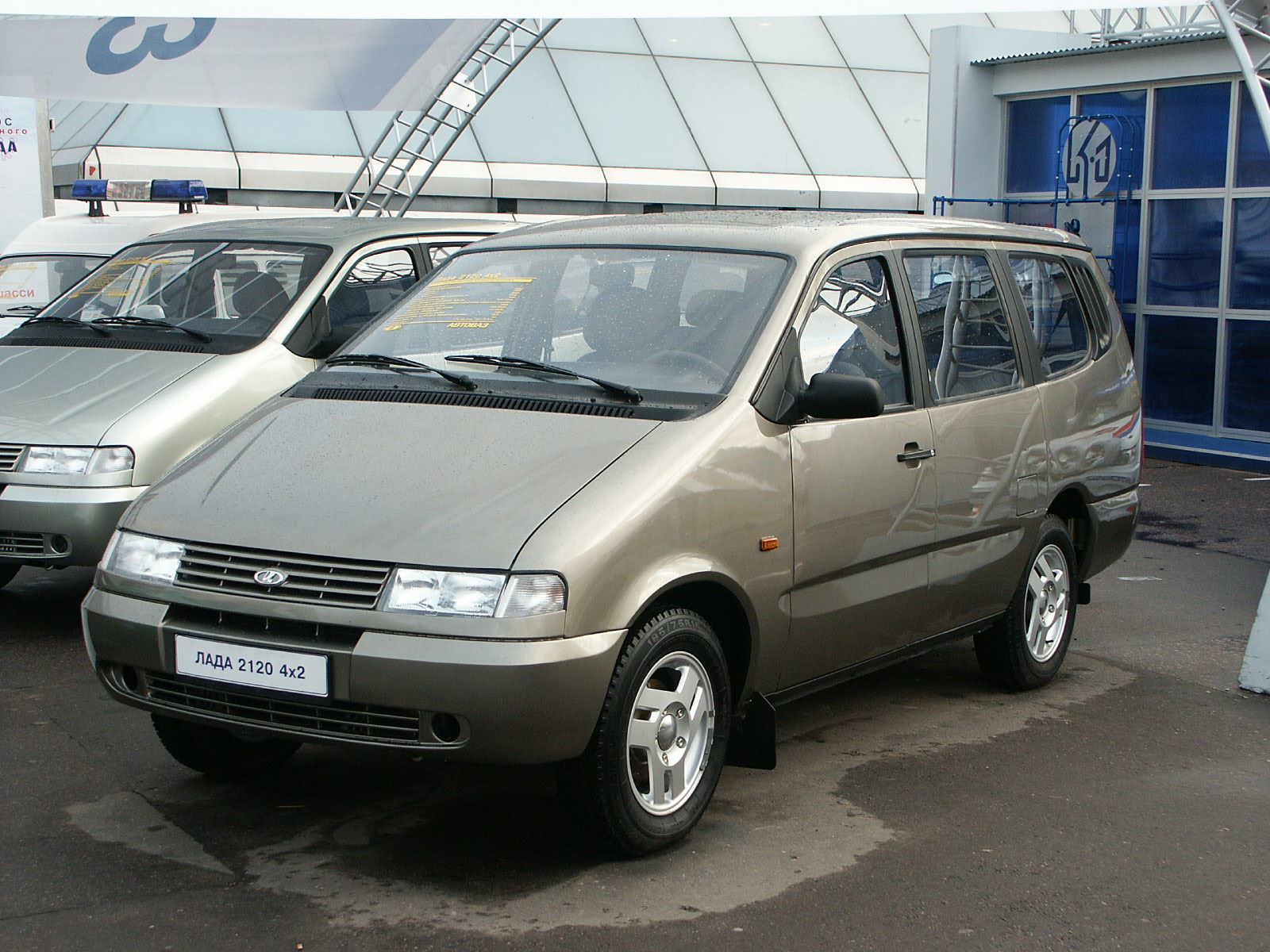
Facelift-Version WAS-2120M
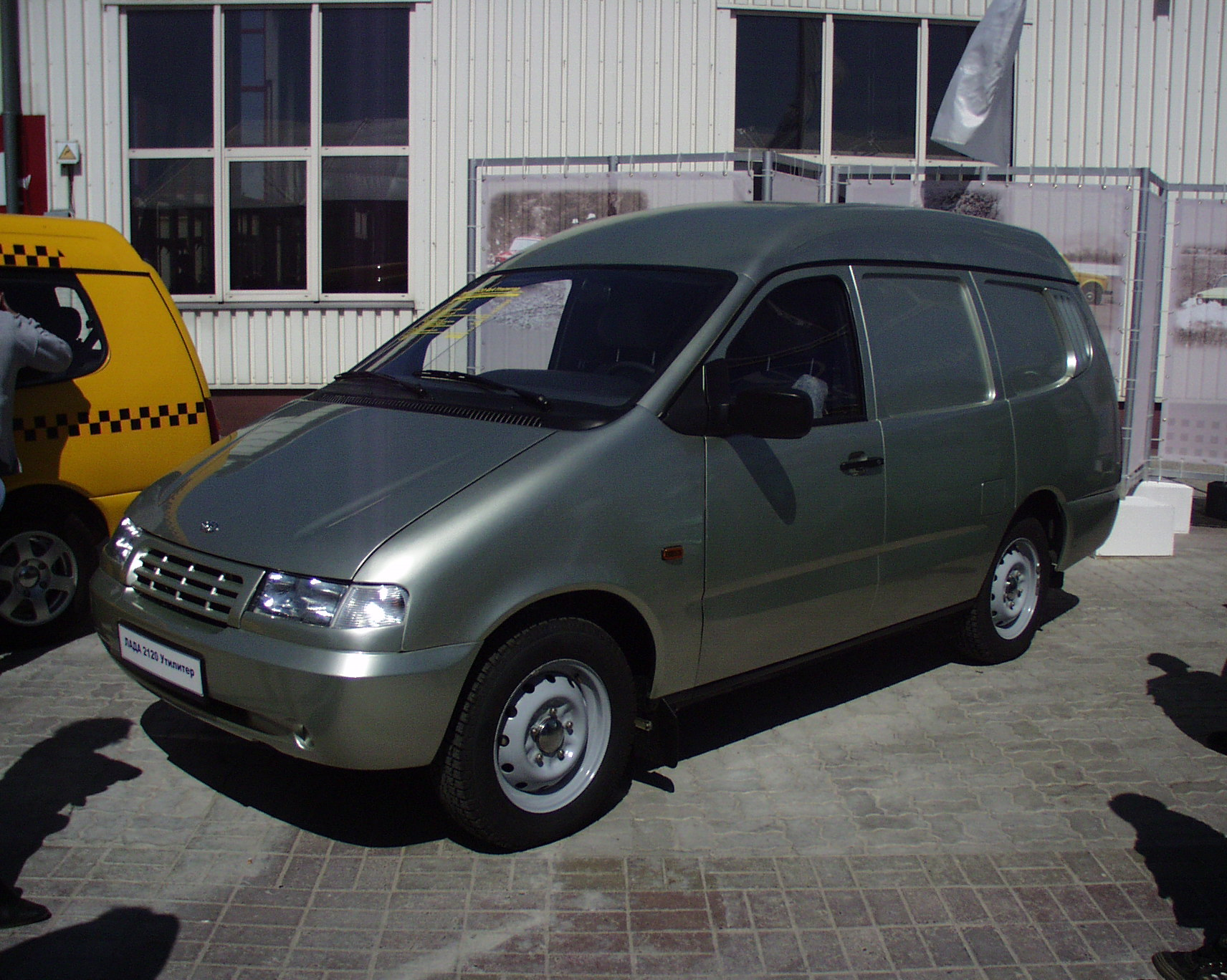
Kastenwagen WAS-2120M Utiliter